# Acalolepta rusticatrix
Acalolepta rusticatrix là một loài bọ cánh cứng trong họ Cerambycidae.